# La Paz insta a las iglesias a la tolerancia
La Paz insta a las iglesias a la tolerancia (en neerlandés: Vrede maant de kerken tot verdraagzaamheid)  es una pintura de un artista neerlandés anónimo de la primera mitad de la década de 1600. Pertenece al Rijksmuseum de Ámsterdam, dejado en préstamo al Museo Catharijneconvent de Utrech.

## Descripción
En una escena interior se encuentran alrededor de una mesa Juan Calvino con un ternero asado, a su izquierda el papa sosteniendo una olla y con dos gatos en su regazo, al otro lado del papa, también sentado Martin Lutero tocando el laúd. Junto a una chimenea, en cuclillas, se puede ver al anabaptista Menno Simons con pan en una bandeja. A la izquierda de la pintura se ve la personificación femenina de la Paz con una rama de olivo en la mano. En la estancia cuelgan dos cuadros: sobre el armario de la derecha la Caridad con sus hijos. En la pared del fondo está representada la Paz junto con la Justicia. Alrededor de la escena central se muestra textos explicativos en verso.
Comprado en 1968 de forma anónima en Francia por el coleccionista Bosman de Bruselas, fue donado el mismo año al Rijksmuseum de Ámsterdam, desde el año 1977 está prestado al Museo Catharijneconvent, de Utrecht.

## Tema
Este tipo de representaciones alegóricas eran populares a mediados del 1600 y muestran que no todo el mundo se vio obligado a elegir un grupo religioso en particular. A los cristianos que no pertenecían a una iglesia específica, se les hizo hincapié en que lo más importante de todo era el amor de Cristo y a las personas.
En la obra pictórica Juan Calvino intenta con su mano izquierda agregar media naranja en la olla papal, mientras que con la otra mitad le da un apretón para soltar el jugo sobre el cordero. La naranja es aquí un símbolo de la unión entre el calvinismo y la Casa de Orange. El dibujo representa las proporciones religiosas en las que los reformistas fueron ligeramente más dominantes que en otras religiones aunque también habían que tolerar la influencia de otras religiones.